# Kevin Klein
Kevin R. Klein (* 13. Dezember 1984 in Kitchener, Ontario) ist ein ehemaliger kanadischer Eishockeyspieler, der zuletzt bei den ZSC Lions aus der Schweizer National League unter Vertrag stand und für diese auf der Position des Verteidigers spielte. Zuvor absolvierte Klein zwischen 2007 und 2017 insgesamt 700 Spiele für die Nashville Predators und New York Rangers in der National Hockey League.

## Karriere
Klein begann seine Karriere im Jahr 2000 bei den Toronto St. Michael’s Majors in der Ontario Hockey League. Nachdem er drei Jahre lang für dieses Team gespielt hatte, wurde Klein in der zweiten Runde an 37. Stelle im NHL Entry Draft 2003 von den Nashville Predators gezogen. Danach verbrachte er noch eine weitere Saison in der OHL, wo er zunächst noch für die Toronto St. Michael’s Majors und nach einem Transfer für die Guelph Storm auflief. Mit den Storm gewann er am Saisonende den J. Ross Robertson Cup und fand sich persönlich im Third All-Star Team der OHL wieder.
Nach insgesamt vier Spielzeiten in der OHL war der Verteidiger kurz für die Rockford IceHogs in der United Hockey League aktiv. Durch seine guten Leistungen holten ihn die Predators zu den Milwaukee Admirals, ihrem Farmteam in der American Hockey League. Dort kam Klein bis 2007 regelmäßig zum Einsatz. In dieser Zeit absolvierte der Abwehrspieler auch fünf Einsätze bei den Predators in der National Hockey League. Mit Beginn der Saison 2008/09 gehörte er zum Stammkader der Nashville Predators, ehe ihn diese im Januar 2014 an die New York Rangers abgaben. Im Gegenzug wechselte  Verteidiger Michael Del Zotto nach Nashville.
In Diensten der Rangers stand Klein bis zum Ende der Saison 2016/17, ehe er im Juli 2017 im Alter von 32 Jahren seinen Rücktritt vom aktiven Sport bekannt gab. Im Verlauf seiner Karriere absolvierte er über einen Zeitraum von zwölf Spielzeiten insgesamt 700 Partien in der NHL und sammelte dabei 173 Scorerpunkte. Nur wenige Tage nach seiner Rücktrittsankündigung unterzeichnete der Kanadier jedoch einen Einjahresvertrag bei den ZSC Lions aus der Schweizer National League, mit denen er am Saisonende Schweizer Meister wurde. Nachdem er selbst zum wertvollsten Spieler der Playoffs ernannt worden war, wurde sein auslaufender Vertrag um ein weiteres Jahr verlängert. In der Folge wurde er zum Mannschaftskapitän ernannt.
Im April 2019 beendete er seine Karriere endgültig.

### International
Sein Heimatland vertrat Klein bei der U20-Junioren-Weltmeisterschaft 2004 und gewann dort mit dem Team die Silbermedaille. In sechs Turniereinsätzen blieb er dabei punktlos. Zudem errang er mit dem Team Canada Ontario bei der World U-17 Hockey Challenge 2002 die Bronzemedaille.

## Erfolge und Auszeichnungen
| - 2003 Teilnahme am CHL Top Prospects Game - 2004 OHL Third All-Star Team - 2004 J.-Ross-Robertson-Cup-Gewinn mit den Guelph Storm | - 2018 Schweizer Meister mit den ZSC Lions - 2018 Wertvollster Spieler der National-League-Playoffs |

### International
- 2002 Bronzemedaille bei der World U-17 Hockey Challenge
- 2004 Silbermedaille bei der U20-Junioren-Weltmeisterschaft

## Karrierestatistik

### International
Vertrat Kanada bei:
- World U-17 Hockey Challenge 2002
- U20-Junioren-Weltmeisterschaft 2004

(Legende zur Spielerstatistik: Sp oder GP = absolvierte Spiele; T oder G = erzielte Tore; V oder A = erzielte Assists; Pkt oder Pts = erzielte Scorerpunkte; SM oder PIM = erhaltene Strafminuten; +/− = Plus/Minus-Bilanz; PP = erzielte Überzahltore; SH = erzielte Unterzahltore; GW = erzielte Siegtore; 1 Play-downs/Relegation; Kursiv: Statistik nicht vollständig)